# Eddie McCreadie
Edward Graham McCreadie, couramment appelé Eddie McCreadie, est un footballeur international puis entraîneur écossais, né le 15 avril 1940, à Glasgow. Formé à East Stirlingshire FC, il évolue au poste d'arrière gauche. Il est principalement connu pour ses 13 saisons passées à Chelsea FC, 11 comme joueur et 2 comme entraîneur. Il remporte avec cette équipe la Coupe d'Europe des vainqueurs de coupe en 1971 et la Coupe d'Angleterre en 1970.
Il compte 23 sélections en équipe d'Écosse.

## Biographie

### Carrière en club
Après avoir commencé sa carrière en Écosse, il s'engage, après avoir refusé une offre de Fulham FC, pour Chelsea FC, dans le cadre d'un transfert de 5 000 £. Il y restera onze années et deviendra un joueur de base de l'équipe. Il joue en tout 410 matchs pour les Blues (dont 331 en championnat) pour 5 buts marqués (4 en championnat).
L'un de ses 5 buts est resté dans la mémoire des supporteurs du club, car il donne la victoire à Chelsea FC en finale de la Coupe de la Ligue en 1965 contre Leicester City FC, après avoir récupéré la balle à plus de 70 mètres des buts et traversé le terrain en dribblant tous ses adversaires pour marquer face à Gordon Banks.
Il arrêta sa carrière en 1973, restant dans l'encadrement technique des Blues. Lors de la saison 74-75, Chelsea enchaîne de mauvais résultats sportifs avec une situation financière très compliquée, ce qui amène au licenciement de Ron Suart (en) et à la nomination de McCreadie à la tête de l'équipe, en avril 1975. S'il ne peut éviter la relégation en D2, il reconstruit une équipe, nommant notamment comme nouveau capitaine Ray Wilkins à tout juste 18 ans. Il parvient à gagner la promotion pour revenir en D1 deux saisons plus tard.
Il quitte alors son poste de manière rocambolesque. Ayant gagné la promotion, il demande au club de lui offrir une voiture de fonction, demande que le président du club Brian Mears (en) n'accepte pas. McCreadie démissionne alors immédiatement, Mears revient le trouver pour lui proposer une augmentation ainsi que la voiture demandée. McCreadie, fidèle à sa réputation d'Écossais fier et têtu, ne reviendra jamais sur sa décision.
En 1978, il part aux États-Unis pour entraîner les Memphis Rogues au sein de la Ligue nord-américaine de football. À cette occasion, il en profite pour rechausser les crampons pour un unique match officiel avec sa nouvelle équipe américaine.
Il entraîne ensuite une équipe de showbol (très similaire au football en salle), les Cleveland Force (1978–88) (en). Après sa retraite, il reste vivre aux États-Unis.

### Carrière internationale
Eddie McCreadie reçoit 23 sélections pour l'équipe d'Écosse (la première, le 10 avril 1965, pour un match nul 2-2, à Wembley, contre l'Angleterre en British Home Championship, la dernière le 17 mai 1969, pour une victoire 8-0, à Hampden Park, contre Chypre en éliminatoires de la Coupe du monde de football 1970). Il n'inscrit aucun but lors de ses 23 sélections.
Il fait partie de l'équipe d'Écosse qui battit 3-2 l'équipe d'Angleterre, alors championne du monde, lors d'un fameux match des éliminatoires de l'Euro 1968, le 15 avril 1967, à Wembley. Ce qui permit aux Écossais de se déclarer, sur un ton mi-sérieux mi-plaisantin, les champions du monde officieux.
Il participe avec l'équipe d'Écosse aux éliminatoires de la Coupe du monde 1966, éliminatoires de la Coupe du monde 1970, éliminatoires de l'Euro 1968 et aux British Home Championships de 1965 et 1969.

## Palmarès
- Chelsea FC :
- Vainqueur de la Coupe d'Europe des vainqueurs de coupe en 1971
- Vainqueur de la Coupe d'Angleterre en 1970
- Vainqueur de la Coupe de la Ligue anglaise en 1965